# 집게손가락

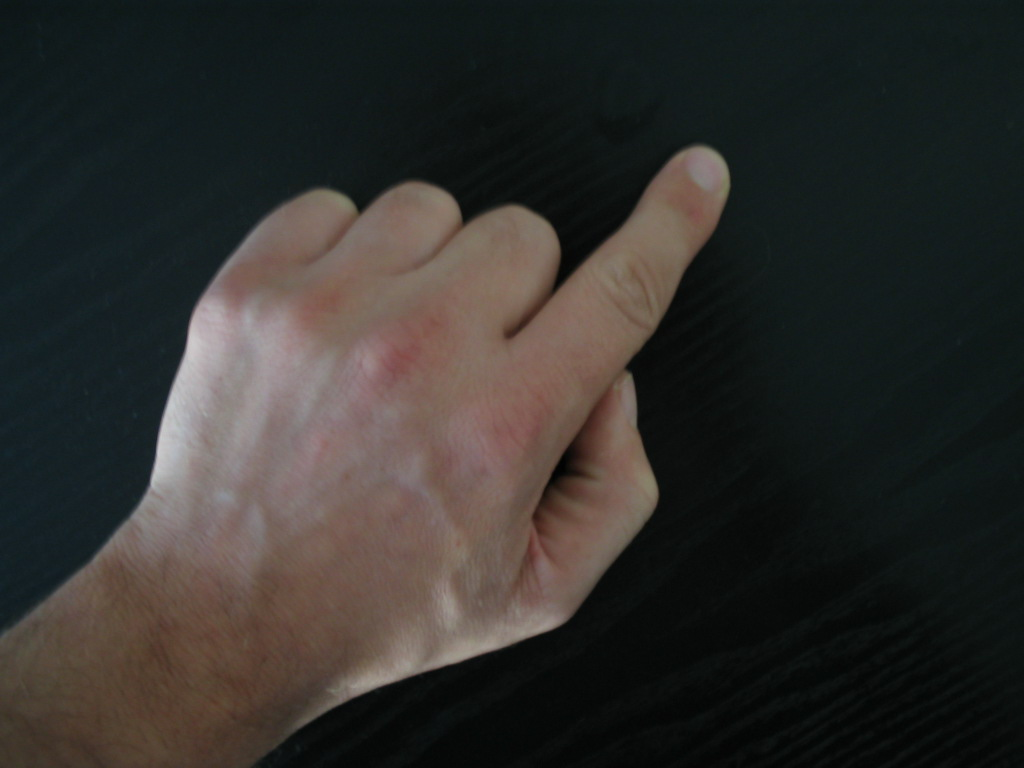
집게손가락

집게손가락, 또는 검지(-指)는 다섯 손가락 중 두 번째에 위치한 손가락이다. 주로 물건을 집는 데에 사용되어 집게손가락이라고 한다.

## 같이 보기
- 엄지손가락
- 가운뎃손가락
- 약손가락
- 새끼손가락